# Cheese (Software)
Cheese (engl. für Bitte lächeln!) ist eine freie Software zur Aufnahme von Fotos und Videos mit Hilfe einer Webcam, wobei verschiedene visuelle Effekte in Echtzeit hinzugefügt werden können. Ab Version 2.22.0 ist Cheese ein offizieller Bestandteil der Desktop-Umgebung Gnome.

## Entwicklungsgeschichte
Cheese entstand als freie Alternative für das macOS-Programm Photo Booth. Daniel Siegel entwickelte die ersten Programmversionen im Rahmen des Google Summer of Codes 2007, wobei Raphaël Slinckx als Mentor fungierte.
Bei der Gestaltung der Benutzeroberfläche wurde Rücksicht auf die speziellen Anforderungen von Netbooks genommen, weshalb das Programm in vielen für diesen Einsatzbereich optimierten Linux-Distributionen (wie etwa dem Ubuntu Netbook Remix) bereits enthalten ist.

## Funktionsumfang
Cheese hat eine Auslöseverzögerung und setzt den Bildschirm als rudimentäres Blitzlicht ein. Zudem können Bilder für Fotoserien in regelmäßigen Intervallen automatisch erstellt werden. Bilder und Videos können bereits während der Aufnahme und auch im Vollbildmodus betrachtet werden.
Das Programm ist gut in Gnome integriert, bspw. können Bilder für Benutzerkonto-Fotos (gnome-about-me) eingesetzt, in F-Spot betrachtet und verwaltet oder auf das Fotoportal Flickr exportiert werden.
Cheese kann über die Video4Linux-API eine Vielzahl interner wie externer Webcams ansprechen, wobei auch zwischen mehreren Kameras gewechselt werden kann. Aufgenommene Videos können im Ogg-Containerformat abgespeichert werden, wobei Theora als Videoformat und Vorbis als Audiokompression eingesetzt wird. Diese Funktion basiert auf der GStreamer-Bibliothek, die auch diverse Effekte ermöglicht:
- Filtereffekte: Hulk, Saturation
- Manipulationseffekte: Horizontale oder vertikale Spiegelung, Warp
- Mauve, Noir/Blanc („schwarzweiß“), Shagadelic, Vertigo, Edge, Dice